# Калей
Калей — река в России, протекает по территории Великогубского и Толвуйского сельских поселений Медвежьегорского района Республики Карелии. Длина реки — 218 км, площадь водосборного бассейна — 90,4 км².

## Общие сведения
Река берёт начало из озера Калье на высоте 93 м над уровнем моря и далее течёт преимущественно в северо-западном направлении по заболоченной местности.
Река имеет один малый приток длиной 1,0 км.
Впадает на высоте выше 33,0 м над уровнем моря в Толвуйскую губу Онежского озера.
В устье реки расположена деревня Загубье.
Код объекта в государственном водном реестре — 01040100612202000015584.